# Patrick Leahy (athlétisme)
Patrick Joseph Leahy, communément appelé Patrick Leahy ou Pat Leahy, (né le 20 mai 1877 à Cregane, Irlande et décédé le 29 décembre 1927 à Chicago) est un athlète britannique d'Irlande spécialiste du sauts. 

## Biographie

### Palmarès
| Date | Compétition           | Lieu    | Résultat | Épreuve          | Performance |
| ---- | --------------------- | ------- | -------- | ---------------- | ----------- |
| 1900 | Jeux olympiques d'été | Paris   | 2e       | Saut en hauteur  | 1,78 m      |
| 1900 | Jeux olympiques d'été | Paris   | 3e       | Saut en longueur | 6,95 m      |
| 1900 | Jeux olympiques d'été | Paris   | 4e       | Triple saut      |             |
| 1908 | Jeux olympiques d'été | Londres | 9e       | Saut en hauteur  | 1,78 m      |

### Records
| Épreuve          | Performance | Lieu | Date |
| ---------------- | ----------- | ---- | ---- |
| Saut en hauteur  | 1,968 m     |      | 1898 |
| Saut en longueur | 7,29 m      |      | 1902 |
| Triple saut      | 15,15 m     |      | 1901 |